# ルカ・ヴィニャーリ
ルカ・ヴィニャーリ（Luca Vignali、1996年1月11日）は、イタリア・ラ・スペツィア出身のサッカー選手。カルチョ・コモ所属。ポジションはMFまたはDF。

## クラブ経歴
スペツィア・カルチョの下部組織出身。
2018年1月13日、ACレッジャーナ1919に2017-18シーズン終了時までの契約でレンタル移籍した。
2021-22シーズンはカルチョ・コモにレンタル移籍。2022年8月19日に完全移籍となり、3年契約を締結した。